# Самовирівнювання
Самовирі́внювання (саморегулювання) — у системах автоматичного регулювання — властивість об'єкта керування самостійно, без участі керуючих пристроїв, зводити до нуля неузгодженість між надходженням та витратою речовини або енергії, а керовану величину — до нового усталеного значення.
Саморегулювання в економіці - здатність економічної системи, в якій відбувається добровільний обмін, до врівноваження попиту і пропозиції через механізм ринкових цін. Висока ціна на ринку сигналізує про можливості більшого виробництва і необхідність меншого споживання товару. Низька ціна на ринку сигналізує про необхідність скорочення виробинцтва товару і можливості його більшого споживання. Таким чином, ринкова економіка врівноважує попит і пропозицію через ціновий механізм на вільному ринку. Іншими словами, автоматично узгоджує інтереси покупців і продавців, приходячи у стан ринкової рівноваги. Необхідними умовами саморегулювання ринку є гнучкі ціни і досконала конкуренція. 